# توموياسو هيروسي
توموياسو هيروسي (باليابانية: 廣瀬 智靖) (11 سبتمبر 1989 في كوماغايا في اليابان – )؛ هو لاعب كرة قدم ياباني سابق كان يلعب كلاعب وسط.

## وصلات خارجية
- توموياسو هيروسي على موقع رابطة كرة القدم اليابانية للمحترفين (اليابانية)
- توموياسو هيروسي على موقع قاعدة بيانات كرة القدم.إي يو (الإنجليزية)
- توموياسو هيروسي على موقع Soccerway.com (الإنجليزية)
- توموياسو هيروسي على موقع عالم كرة القدم.نت (الإنجليزية)
- توموياسو هيروسي على موقع كووورة